# Lepel
Lepel belarusă Ле́пель; rusă Ле́пель este un oraș cu o populație de 19.400 locuitori, în apropiere de izvorul râului Berezina, din regiunea Vitebsk Belarus.
Coordonate: 55° 11′ N, 30° 10′ O